# 7 Lubelski Oddział WOP
 Lubelski Oddział WOP nr 7  – oddział w strukturze organizacyjnej Wojsk Ochrony Pogranicza.

## Formowanie i zmiany organizacyjne
Sformowany w 1946 na bazie 7 Oddziału Ochrony Pogranicza, na podstawie rozkazu NDWP nr 0153/org. z 21 września 1946. Oddział posiadał cztery komendy, 16 strażnic, stan etatowy wynosił 1409 żołnierzy i 14 pracowników cywilnych.
Sztab oddziału stacjonował w Chełmie Lubelskim. W 1947 rozformowano grupę manewrową oddziału, a w jej miejsce powołano szkołę podoficerską o etacie 34 oficerów i podoficerów oraz 140 elewów.
Rozformowany w 1948. Na jego bazie powstała 13 Brygada Ochrony Pogranicza.

## Skład organizacyjny
W 1946:
- dowództwo sztab i pododdziały dowodzenia
- grupa manewrowa, a od 1947 szkoła podoficerska
- 30 komenda odcinka - Terespol
- 31 komenda odcinka - Włodawa
- 32 komenda odcinka – Hrubieszów
- 33 komenda odcinka – Bełz

- Graniczna Placówka Kontrolna Dorohusk

We wrześniu 1946 stan etatowy oddziału przewidywał: 4 komendy, 16 strażnic, 1409 wojskowych i 14 pracowników cywilnych. Po reorganizacji w 1947 było to: 4 komendy odcinków, 16 strażnic, 993 wojskowych i 9 pracowników cywilnych.

## Dowódca oddziału
- ppłk Eugeniusz Engerman

## Przekształcenia
7 Oddział Ochrony Pogranicza → 7 Lubelski Oddział WOP → 13 Brygada Ochrony Pogranicza → 23 Brygada WOP → Grupa Manewrowa WOP Tomaszów (Chełm) Lubelski «» Samodzielny Oddział Zwiadowczy WOP Tomaszów (Chełm) Lubelski → 23 Oddział WOP → 23 Chełmski Oddział WOP → Nadbużańska Brygada WOP → Nadbużański Batalion WOP → Nadbużański Oddział Straży Granicznej